# Formiranje planeta
Formiranje i evolucija Sunčevog sistema se procenjuje da je počela pre 4.568 milijardi godina sa gravitacionim kolapsom malih delova molekulskog oblaka. Sunčev sistem je započeo život kao oblak gasa i prašine koji se kretao po galaksiji Mlečni put. Smatra se da je eksplozija neke supernove mogla da prouzrokuje širenje udarnih talasa kroz vasionski prostor, koji su pogodili oblak i na neki način izazvala njegovo zgušnjavanje pod dejstvom njegove sopstvene sile gravitacije. Tokom narednih 100.000 godina, zgusnuti oblak je postao uskovitalni disk, koji se zove sunčeva maglina. Pod pritiskom gasa i prašine koji su se spiralno kretali ka centru, maglina je postajala sve vrelija i gušca i počela da se širi. Ubrzo se razvila u mlado Sunce.
Izvan ove centralne peći, čestice prašine su počele da se zbijaju kao pahuljice prvo u male fregmente stena, a zatimu ogromne stene. Tokom miliona godina su neke narasle u blokove sa prečnikom od više kilometara, koji se nazivaju plantezimali. Oni se kasnije počeli da se međusobno sudaraju, spajajući se u grudve poput snega, i od njih su nastale unutrašnje stenovite planete, Merkur, Venera, Zemlja i Mars, kao i jezgra četiri gasovita džina, Jupitera, Saturna, Urana i Neptuna. Sunčev vetar je oduvao ostatke prašine i gasa, uključujući i atmosferu oko četiri unutrašnje planete. Planete džinovi su bile daleko od najžešćih udara sunčevog vetra, što im je omogućilo da sačuvaju debele slojeve gasa i prašine koji ih je okruživao. Jupiterova sila gravitacije je izazvala međusobno uništavanje obližnjih plantezimala i sprečila njihovo spajanje u novu planetu a preostali pojas stenja poznatog kao asteroidi, i dalje, do današnjih dana, ostao u orbiti Sunca.
Za oko 5 milijardi godina, Sunce će biti hladno i mnogostruko će se proširiti u odnosu na sadašnj prečnik (postaće crveni džin), pre nego što odbaci svoje spoljašnje slojeva kao planetarnu maglinu i ostavi iza sebe zvezdani ostatak poznat kao beli patuljak. U dalekoj budućnosti, gravitacija umiruće zvezde će postepeno redukovati prateće planete Sunca. Neke od njih će biti uništene, a druge odbačene u međuzvezdani prostor. Ultimatno, tokom perioda od bilion (1012) godina, Sunce će verovatno ostati bez tela u orbiti oko njega.

## Postanak planetarnog sistema
Prema današnjem shvatanju, postanak i razvoj planetarnog sistema odvijao se u nekoliko koraka. Najpre se veliki međuzvezdani oblak zbio i pritom razdvojio na manje delove (fragmentacija). Iz materije sadržane u jednom oblačnom fragmentu oblikuje se Sunčeva maglina kao rotirajući disk; u njemu dolazi do preraspodele količine kretanja i pripremaju se uslovi za nastanak malih kompaktnih tela. Nakon toga dovršavaju se i konsoliduju planete. Zavisno od građe od koje su nastale, planete i njihovi veći sateliti prolaze kroz geološki razvoj. Mora se prihvatiti misao da je sadašnje stanje tela u planetskom sistemu posledica načina nastanka i razvoja koji je sledio nakon postanka. Stoga se i kosmogonija planetarnog sistema proverava sadašnjim stanjem svih vrsta tela, a u celovitu opštu sliku treba da se uklope i promene prisutne u pojedinačnim slučajevima.
Sudeći po razvoju zvezda, Sunčev je sistem nastao iz međuzvezdanog materijala koji se nalazio u spiralnom kraku naše galaksije (Mlečni put). Hladni oblaci gasa i praha postoje u galaktičkoj ravni i danas, mnogo godina nakon nastanka prvih zvezda galaksije. Da bi se ti oblaci pretvorili u zvezde, gravitaciona sila mora nadjačati težnju gasa da se širi (ekspandira). Da bi gravitaciono privlačenje nadvladalo, gustina oblaka mora pri danoj temperaturi preći neku kritičnu vrednost. Zamišljena su dva načina na koja dolazi do povećanja gustine: ulazak međuzvezdanog oblaka u područje spiralnog kraka galaksije ili pojava supernove u neposrednoj blizini. Izučavanje galaksija pokazuje da je u krakovima međuzvezdana materija veće gustine nego izvan krakova, pa se s ulaskom oblaka u spiralni krak oblak usporava i sabija. S druge strane, supernove udarnim talasima zbijaju međuzvezdanu materiju. U slučaju našeg sistema postoji potvrda da se dogodila eksplozija supernove. U ugljenovodoničnim meteoritima nađeni su izotopi koji su potomci radioaktivnih elemenata kratkog vremena života, a koji se proizvode u toku eksplozije supernove. Prema broju atoma izotopa procenjeno je da je od pojave supernove do ukrućivanja meteoritskog materijala prošlo od nekoliko miliona do nekoliko desetina miliona godina.

### Prasunčeva maglina
Prilikom odvajanja od drugih delova međuzvezdanog oblaka prasunčeva maglina zadržava galaktičko magnetno polje - važno svojstvo međuzvezdanog prostora, a zadržava i dinamičko stanje u kojem se oblak nalazio. Prasunčeva maglina se zato pri osamostaljenju vrti (rotira), i u odnosu na središte galaksije, i u odnosu na druge galaksije. Maglina nastavlja da se urušava. Materija pada prema središtu oblaka gde nastaje mlado Sunce. Ono se zbog pritiska zagreva i sve jače svetli. Najjače je zagrejano u središtu, i tu se počinju javljati termonuklearne reakcije, koje će mu davati energiju tokom dugog niza godina. Sunce prestaje da se komprimuje tek kada ekspanzivni pritisak gasa poraste toliko da se izjednači s hidrostatskim pritiskom.
Za vreme komprimovanja Sunca i sakupljanja cele magline, a zbog očuvanja ugaone količine kretanja, Sunce i maglina se vrte sve brže. Disk je to pljosnatiji što se brže vrti. Disk je telo osne simetrije i ima jednu osobenu ravan - ravan ekvatora. One čestice koje se još ne nalaze u ekvatorskoj ravnini privlači, osim Sunca, i veća masa koja se u ekvatorskoj ravnini već nalazi; čestice „padaju” u ravan ekvatora. To omogućuju, i tome pridonose, neelastični sudari među česticama, jer se u toku neelastičnog sudara smanjuje komponenta brzine normalna na ekvatorsku ravan (slično se dešava kod Saturnovih prstenova). Takvo vladanje jače je izraženo kod zrnaca praha nego kod slobodnih atoma, pa se prah vrlo brzo taloži u sloj u ekvatorskoj ravni; mnogo tanji od magline. Staze budućih planeta biće ograničene na širinu sloja pa ne moraju da leže tačno u ravnini Sunčevog ekvatora.
Nezaobilazni dinamički problem razvoja sistema označava prenos ugaone količine kretanja sa Sunca na planete. Budući je najmasivniji deo magline, prasunce sadrži najveću ugaonu količinu kretanja. Danas je pak 50 puta veća količina kretanja sadržana u revoluciji planeta nego u rotaciji Sunca, iako Sunce ima masu 750 puta veću od mase svih planeta. Na jedan način, količina kretanja može se prenijeti magnetskim poljem. Ono je usredotočeno u središnjem plinovitom zgušćenju, mladom Suncu i silnice izlaze iz njega u obliku spirala, prolazeći kroz čitav disk. Svojstvo magnetnog polja je u jonizovanom gasu zarobljeno. Sunce je pomoću magnetskog polja povezano sa maglinom i predaje joj energiju. Mlado Sunce okretalo se 100 puta brže. Zamisle li se magnetske silnice kao elastične lisnate opruge koje vire iz osovine - Sunca, može se zaključiti da te opruge požurivaju okretanje magline u kojoj su smeštene; iako je ta slika posve mehanička, ona dobro opisuje stvaran proces. Sunčevo se okretanje prenosi na maglinu. Koliko ugaona količina kretanja magline poraste, toliko se ugaona količina kretanja Sunca smanji. Zbog povećanja ugaone količine kretanja maglina se udaljava od Sunca.
Na drugi način, ugaona se količina kretanja može preneti i putem vrtložnih kretanja u maglini. A znatna količina kretanja može se izgubiti u prostor gubitkom mase u obliku Sunčevog vetra. Prenos ugaone količine kretanja sa Sunca na maglinu ima dvojaku posledicu. S jedne strane u jednom će se trenutku izgubiti veza magline i Sunca i ono više neće moći da usisava maglinu. Drugo, maglina poprima količinu kretanja koju će preneti na tela u njoj rođena, na buduće planete.

### Nastajanje planeta
U maglini su morali postojati svi preduslovi za stvaranje (akumulaciju) planeta: iz raspršenog stanja, zrna praha i gasa treba da se sistematski okupe i stvore nebesko telo; u toku okupljanja materija mora da prođe kroz određeni toplotni režim da bi postigla određeni hemijski i mineraloški sastav; različite materije moraju se zatim prostorno razdvojiti, jer je i građa svih tela Sunčevog sistema raslojena. Počnimo od kondenzacije magline. Kao centri kondenzacije služe zrna praha; ona rastu kada na njih neelastično naleću molekuli iz gasovitog stanja. Budući da otpor gasovitog sredstva ujednačava brzine kretanja zrna, ona se sudaraju malim brzinama i lepe (amalgamiraju). Tako se u prasunčevoj maglini javljaju čvrsta tela. Povoljni uslovi za njihov rast postoje samo dok je maglina relativno hladna.
Sastav čvrstih tela je uslovljen hemijskim sastavom magline i toplotnim svojstvima kroz koje prolaze. U maglini prevladava vodonik (78% mase) i helijum (20% mase), s primesom težih elemenata (2%). Elementi se javljaju u gasovitom stanju, to jest kao slobodni neutralni ili jonizovani atomi i molekuli, a ugrađuju se i u zrna prašine. Kondenzacija se odvija uz određene temperature. U razmaku temperatura od 1 000 do 1 800 K ukrućuje se gvožđe, oksidi metala, silicijuma i slične refraktorne, teško topljive materije. Pri temperaturama od 100 do 300 K i niže, kondenziraju se i lako isparljivi sastojci (isparljive materije) kao što su voda, ugljen-dioksid, metan, amonijak; metalna i silikatna zrna prekrivaju se smrznutim materijama koje su inače kod sobne temperature u gasovitom stanju. Gasoviti ostaju jedino vodonik i plemeniti gasovi helijum, argon i neon.
Mineraloška svojstva meteorita potvrđuju postojanje temperatura od 300 do 1 800 K i pritisaka do 1 bar. Stenoviti satav terestričkih planeta s velikim udelom metala, te sistem jovijanskih planeta koje sadrže znatne količine volatilne i zaleđene materije, upućuju na područja s različitim toplotnim uslovima. Stanje je u skladu sa iskustvom astrofizike prema komu mlada zvezda prolazi kroz razdoblje kada joj je sjaj promenjiv i sa zvezde eratički teče veoma snažan vetar (promenjive zvezde T-Tauri). Bliže prasuncu sastojci magline su ižarivani, dok su se u udaljenim (perifernim) područjima materije mogle smrzavati.
Odlučujuća u stvaranju sistema je i druga posledica Sunčevog vetra. Vetar vrši pritisak na maglinu i odbacuje je. Sa sadašnjim stupnjem Sunčevog vetra, prasunčeva bi se maglina raspršila za 107 do 108 godina. Maglima je mogla biti posve odstranjena i za vreme dok je Sunce prebivalo u razdoblju zvezda T-Tauri, što je inteval od oko milion godina. Ova okolnost oštro ograničava vreme potrebno za pripravljanje materije od koje će nastati planete. Čvrsta zrna morala su se u maglini stvoriti pre nego što je Sunce ušlo u razdoblje zvezda T-Tauri, a gasovite atmosfere divovskih planeta morale su se akumulirati u vremenu kraćem od izgona magline, jer posle gasa više nije bilo. Zagrevanje materije u maglini i izgon gasovitog sadržaja bili su ograničeni na vreme od nekoliko stotina hiljada godina do milion godina.
O direktnom mehanizmu akumulacije planeta mišljenja su podeljena. Prema jednom mišljenju, planete nastaju gravitacijskim stezanjem lokalnih delova magline, isto tako kao što je nastalo Sunce kao centralno zgušćenje. To znači da bi se one već morale nalaziti u brzo rotirajućem disku koji se steže, kao klupka materije koja konkuriše Suncu u raspodeli mase magline. Prema drugom mišljenju, planete nastaju u maglini tako što se akumuliraju iz manjih čvrstih tela - planetezimala. Ove dve mogućnosti prilagođene su dvama različitim modelima magline. Gravitacijska kontrakcija omogućena je u modelu magline velike mase, za koju se pretpostavlja da je na početku iznosila 1 masu Sunca, pa je najveći deo magline izgubljen u prostoru. Model magline male mase, od 0,05 do 0,1 mase Sunca, zaustavlja se na granici iznad koje je sve veća verovatnoća da od magline nastane druga zvezda, a ne planeti, to jest da Sunce dobije zvezdanog pratioca. Postoji i donja granica mase od 0,01 mase Sunca koja se određuje tako da se današnjoj ukupnoj masi planeta, u kojoj prevladavaju teži elementi, dodaju elementi da bi njihova zastupljenost dostigla zastupljenost elemenata na Suncu, odnosno u međuzvezdanom materijalu.

## Literatura
- Duncan, Martin J.; Lissauer, Jack J. (1997). „Orbital Stability of the Uranian Satellite System”. Icarus. 125 (1): 1—12. Bibcode:1997Icar..125....1D. doi:10.1006/icar.1996.5568.
- Zeilik, Michael A.; Gregory, Stephen A. (1998). Introductory Astronomy & Astrophysics (4th изд.). Saunders College Publishing. ISBN 978-0-03-006228-5.

## Spoljašnje veze
- 7M animation from skyandtelescope.com showing the early evolution of the outer Solar System.
- QuickTime animation of the future collision between the Milky Way and Andromeda
- How the Sun Will Die: And What Happens to Earth (Video at Space.com)